# خوسيه نابوليس
خوسيه نابوليس (مواليد 13 أبريل 1940 في سانتياغو دي كوبا)، هو ملاكم كوبي صُنِّف ضمن فئة وزن الوسط.

## إحصائيات
خاض خلال مسيرته 88 نزالا، فاز في 80 وتعادل في 0 وخسر في 7. فاز بالضربة القاضية في 54 نزالا.

## روابط خارجية
- خوسيه نابوليس على موقع بوكس ريك (الإنجليزية) (registration required)